# Sam McIntosh
Sam McIntosh (nascido em 13 de julho de 1990) é um atleta paralímpico australiano. Defendeu as cores da Austrália disputando no atletismo dos Jogos Paralímpicos do Rio de Janeiro, em 2016, onde terminou classificado em quarto lugar nos 100 metros masculino da categoria T52.